# Omicron Tauri
Omicron Tauri (ο Tauri, ο Tau) secondo la nomenclatura di Bayer, è una stella gigante gialla, di classe spettrale G6III, visibile nella costellazione del Toro, che dista 212 ± 18 anni luce dal Sole.
ο Tauri, che appare come un oggetto di magnitudine +3,57 al suo massimo e di +3,62 al suo minimo, occupa la posizione più occidentale tra le stelle del Toro visibili ad occhio nudo. John Flamsteed, infatti, nel redigere la nomenclatura che porta il suo nome, le assegnò il numero 1 per la costellazione cui appartiene.
La luminosità di ο Tauri è pari a 154 volte quella del Sole. La sua superficie è alla temperatura di 5705 K, mentre il suo raggio corrisponde a 16 raggi solari.

La stella completa una rotazione in 135 giorni, in modo piuttosto rapido per una stella gigante. Presenta un valore della metallicità paragonabile a quella solare ([Fe/H] = - 0,08). La sua massa è compresa tra 3,2 e 3,4 masse solari. Per poter discriminare tra i due valori è necessario conoscere lo stadio dell'evoluzione stellare che ο Tauri sta attraversando. Infatti, il primo valore indicato è corretto se la stella è nella fase di combustione dell'elio in carbonio ed ossigeno, altrimenti è più probabile il secondo valore.

La stella ha un'età di circa 380 milioni di anni, 280 milioni dei quali trascorsi probabilmente come una calda nana blu.
ο Tauri è una stella binaria spettroscopica, cioè l'esistenza della compagna può essere desunta solo dallo spostamento nelle righe spettrali, ma non per osservazione diretta. La compagna, di cui non si sa nulla, completa un'orbita in 1654 giorni, pari a 4,53 anni.
ο Tauri è talvolta soggetta ad occultazioni da parte della Luna e, più raramente, dei pianeti. L'ultima occultazione lunare è stata visibile il 10 dicembre 2011.